# Церква Блаженного Миколая Чарнецького
Церква Блаженного Миколая Чарнецького — чинна мурована церква, у селі Семаківці Городенківського району. Парафія належить до Коломийської єпархії Івано-Франківської митрополії УГКЦ.

## Назва церкви
Церкву названа ім'ям уродженця села с. Семаківці Миколая Чарнецького, який народився 14 грудня 1884 року в сім'ї Олекси Чернецького та Парасковії Протоцької. 
Владику Миколая Чарнецького беатифікував папа Іван Павло ІІ 27 червня 2001 року у Львові. День його пам'яті — 27 червня.

## Історія церкви
4 липня 2004 року Єпископ-Коад'ютор Коломийсько-Чернівецької єпархії УГКЦ преосвященний Володимир Війтишин відправив першу Архієрейську Службу Божу і освятив наріжний камінь під будову церкви блаженного Миколая Чарнецького.
Освячений Хрест став першим місцем служіння Служби Божої. 24 серпня 2004 року отцем Василем Скрипкою та маленькими хлопчиками було закладено перший камінь під будівництво Богослужбової каплиці.
Будівництво каплиці тривало довго.
12 серпня 2007 року освячено та закладено хрест на побудовану церкву, а вже через рік, 9 липня 2008 року єпископом Коломийсько-Чернівецької єпархії УГКЦ преосвященним Миколою Сімкайлом освячено дзвін.
У 2014 році відбулося освячення церковці Миколая Чарнецького і було перенесено частинку мощей блаженного на постійне перебування у церкві.